# Spółka nieruchomościowa
Spółka nieruchomościowa – podmiot, w którym co najmniej 50% wartości rynkowej aktywów w dowolnym okresie bezpośrednio po sobie następujących 12 miesięcy, stanowiły nieruchomości położone na terytorium Rzeczypospolitej Polskiej lub prawa do tych nieruchomości.
Spółka nieruchomościowa to definicja, która będzie obowiązywać od 1 stycznia 2021 roku. Zostanie wprowadzona w ustawach o podatku dochodowym od osób prawnych oraz podatku dochodowym od osób fizycznych.

## Założenia funkcjonowania spółki nieruchomościowej
- W przypadku zbycia udziałów lub akcji, ogółu praw i obowiązków, tytułów uczestnictwa lub praw o podobnym charakterze, spółka zapłaci 19% podatku od dochodu, jeżeli co najmniej jedną ze stron transakcji będzie podmiot niemający siedziby lub zarządu na terytorium RP lub będzie to osoba fizyczna, która nie ma na terytorium RP miejsca zamieszkania.
- Przeniesienie obowiązku rozliczania podatku ze zbycia udziałów lub akcji ze sprzedaży na spółkę nieruchomościową. W ten sposób spółka będzie pełniła rolę płatnika podatku należnego.
- Obowiązek ustanowienia przedstawiciela podatkowego w przypadku zobowiązań ciążących na spółce nieruchomościowej.
- Obowiązek publikacji indywidualnych danych dotyczących spółki nieruchomościowej przez Ministra Finansów.
- Obowiązek raportowania przez spółkę nieruchomościową za pośrednictwem komunikacji elektronicznej, o swoich bezpośrednich lub pośrednich udziałowcach. Termin przesyłania raportów do KAS ustalony jest do końca trzeciego miesiąca po zakończeniu roku podatkowego lub obrotowego w zależności od tego, jaki rok spółka przyjęła do rozliczeń[1].